# Frontiniella incarcerata
Frontiniella incarcerata là một loài ruồi trong họ Tachinidae.